# Horst Pirker
Horst Pirker (* 3. Dezember 1959 in Lind im Drautal) ist ein österreichischer Manager.

## Leben
Pirker studierte an der Karl-Franzens-Universität in Graz und promovierte in Rechtswissenschaften und Betriebswirtschaftslehre. 1984 trat er in die Kleine Zeitung ein. Pirker war von 1999 bis September 2010 Vorstandsvorsitzender der Styria Media Group und von 2004 bis 2010 Präsident der österreichischen Zeitungsverbands (VÖZ). 2003 wurde er beim Journalist des Jahres zum Medienmanager des Jahres gewählt.
Auffassungsunterschiede mit den Eigentümervertretern über die zukünftige Ausrichtung der Styria Media Group veranlassten Horst Pirker im September 2010 das Unternehmen zu verlassen. Pirker hätte sonst ab Jänner 2011 die Präsidentschaft des Weltzeitungsverbandes WAN-IFRA übernehmen sollen. Zum 1. Februar 2012 trat er als CEO in die Geschäftsführung des Entsorgungsunternehmens Saubermacher ein. Nach diesem Ausflug in die Abfallwirtschaft wechselt Pirker per 20. Mai 2014 in die Geschäftsführung der Verlagsgruppe News und somit zurück in das Mediengeschäft.
Am 20. Juni 2016 wurde bekanntgegeben, dass Horst Pirker über eine Gesellschaft vom bisherigen Mehrheitseigentümer Gruner + Jahr die Mehrheit an der Verlagsgruppe News übernimmt.

## Werke
- Michael Fleischhacker, Horst Pirker (Hrsg.): Als das Schreiben noch geholfen hat: Kurt Wimmer zum 65. Geburtstag; Styria, Graz, Wien, Köln 1998. ISBN 3-222-13002-7